# En public (album de Ronnie Bird)
Pour les articles homonymes, voir En public.
Albums de Ronnie Bird
Ronnie Bird
(1965) One World
(1992)
En public est un album live de Ronnie Bird, sorti en 1983 sur le label Eva Records.

## Liste des pistes
| No  | Titre                        | Durée |
| --- | ---------------------------- | ----- |
| 1.  | Où va-t-elle                 | 2:00  |
| 2.  | Cheese                       | 2:55  |
| 3.  | Je ne mens pas               | 3:25  |
| 4.  | N'écoute pas ton cœur        | 3:50  |
| 5.  | Ne t'en fais pas pour Ronnie | 2:35  |
| 6.  | Tu perds ton temps           | 2:00  |
| 7.  | Ce maudit journal            | 2:25  |
| 8.  | Chante                       | 3:25  |
| 9.  | Fais attention               | 3:05  |
| 10. | Ça n'est pas vrai            | 2:10  |
| 11. | Tout seul                    | 2:25  |
| 12. | Je voudrais dire             | 2:35  |
| 13. | Hey Girl                     | 3:00  |
| 14. | Elle m'attend                | 4:30  |